# 魏鏞
魏鏞（1936年5月5日—2004年3月3日），湖北省黃岡縣人，國際知名政治學學者與政治家，曾任立法委員、革實院主任、中政會會長、行政院研考會主委、政大國關中心主任、行政院陸委會副主委，畢業於政大外交系及美國奧勒岡大學博士。被譽為臺灣知識界第一位有系統由美國引進社會科學方法到臺灣的學者。魏鏞多年來在台灣及國際重要學術期刊及研討會提出極具份量的論文，從1976年起先後提出「多體制國家」與「雙重承認」理論，曾引起廣泛討論，對中華民國政府實務界的外交政策及大陸政策的形成具有相當影響力。《台灣立報》社長魏瀚，為魏鏞胞弟。
學者朱雲漢稱魏鏞『在政界與學術界間穿梭而能遊刃有餘，真的是極少數，令人佩服甚至羨慕，大概只有美國的約瑟夫·奈伊博士可以類比』。

## 生平
1936年5月5日，生於湖北武昌。1942年，進入四川省江北縣人和場石廟國小就讀。1945年，抗戰勝利後返漢口市進入武漢國民學校就讀。1948年，由湖北再赴四川，進入重慶中正中學就讀，後轉赴台灣。1952年，自省立板橋中學初中部畢業。1955年，省立建國中學高中部畢業以僅次於乙組榜首之高分考上第一志願國立政治大學外交學系。1963年，獲美國奧勒岡大學國際關係學碩士學位。1967年，獲同校政治學博士學位，在美國任教多年，並自1971年起陸續在著名國際政治學、國際關係及國際法期刊發表多篇論文，廣為學界及研究機構引述及討論。
1972年當選美國傑出教育家，並在1975年獲選美國史丹佛大學胡佛研究所國家研究員，為非美國籍及亞洲血統學者首次獲得這項榮譽；同年獲選為美國國際研究學會（ISA）比較及科際研究理事會理事。1975年，行政院長蔣經國指派李煥和新聞局長錢復先後赴美，向魏鏞轉達延攬意願。同年，魏鏞放棄美國教職回國，接任政大國際關係研究中心副主任。
1976年魏鏞出任「行政院行政研究發展考核委員會（研考會）」主任委員，期間長達12年，歷經蔣經國、孫運璿、俞國華三任行政院長。在任內建立行政機關管制考核制度具有建樹。主要政績包括「非經濟性規劃（行政計畫）」觀念，『將其轉化為各級機關之具體施政計畫作業模式，並建立「管制考核追蹤體系」、「行政資訊管理體系」，推動「為民服務」工作，發展「政府出版品制度」，引進社會科學民意調查方式進行國情調查，規劃並執行社會科學人才培養方案』。
1978年12月中美斷交，行政院長孫運璿指派魏鏞為我方代表之一，參與中美關係談判，提出建言。1988年馬英九接任「行政院研究發展考核委員會」主任委員，魏鏞轉任中國國民黨革命實踐研究院副主任、主任，從事政黨人才訓練。1990年辭卸黨職。
1990年，魏鏞籌劃成立前瞻基金會，並為創會董事長，主要為了結合學者專家，與國內外智庫合作，為各項公共政策提出建言，並進行深度研究。同時任交通大學專任教授兼共同科主任，任內規劃該校人文社會學院並成立傳播科技研究所，直到1992年年底。1991年1月行政院成立大陸委員會，魏鏞為副主任委員。同年6月，改由馬英九接任。1992年年底，魏鏞代表中國國民黨在台北市南區當選為第二屆立法委員，並擔任外交及僑政委員會召集委員。在立委任期內全力推動全民健保法、陽光法案（公職人員財產申報法）、工作平等法、強制汽車責任保險法與各項社會福利法案，獲得社運團體、澄社、國會觀察基金會、國會記者評選為表現最優異之立委之一。
1995年7月，魏鏞受到負面報導與在野黨立委攻擊個人私德名譽。同年1995年底第三屆立法委員選舉魏鏞仍代表中國國民黨於台北市第二選區（南區）競選連任，但未當選。1995年，重返交通大學執教，並在臺灣大學政治系授課。學校同仁稱他是「教授中的教授，名嘴中的名嘴」，在大學開設的課程例如「國際關係」、「社會科學導論」、「政治行為」等也廣受學生歡迎。
1997年，魏鏞當選為中美文化經濟協會理事長。同年，發起『反修憲，反對凍省、改雙首長制』等建言，雖然明顯未被朝野政黨接受，仍勇於表達知識份子的看法與堅持。
1998年底第四屆立法委員選舉魏鏞以無黨籍身份參選，亦未當選。
1999年至2000年獲邀擔任美國史丹福大學胡佛研究所「傑出客座研究員」（Distinguished Visiting Fellow）。2002年，自交通大學退休，轉赴世新大學執教，並在淡江大學國際事務與戰略研究所擔任講座。
2002年12月19日作例行年度體檢，經臺大醫院李源德院長檢查證實為大腸癌併肝轉移。魏鏞於2003年1月29日接受進行大腸腫瘤切除手術，並多次以化療及藥物進行醫療。魏鏞於罹病期間，仍積極撰寫論文、出席國際學術會議。
2004年3月3日，魏鏞病逝於臺大醫院，享壽六十八歲。

## 外部連結
- 魏鏞教授紀念網 （页面存档备份，存于）
- 前瞻基金會 （页面存档备份，存于）

| 官衔         | 官衔                                                          | 官衔          |
| ------------ | ------------------------------------------------------------- | ------------- |
| 中華民國政府 |                                                               |               |
| 前任： 郭澄  | 行政院研究發展考核委員會主任委員 第四任 1976年9月 - 1988年7月 | 繼任： 馬英九 |
| 首任         | 行政院大陸委員會副主任委員 第一任 1991年2月 - 1991年6月       | 繼任： 馬英九 |